# Saison 2019 de Super Rugby
Navigation
Super Rugby 2018 Super Rugby 2020
La saison 2019 de Super Rugby est la vingt-quatrième édition de cette compétition de rugby à XV. Elle est disputée par quinze franchises, quatre d'Afrique du Sud, une d'Argentine, quatre d'Australie, une du Japon et cinq de Nouvelle-Zélande. Les Crusaders sont les champions en titre.

## Franchises participantes
La compétition oppose quinze franchises issues d'Afrique du Sud, d'Australie, de Nouvelle-Zélande, du Japon et d'Argentine. Chaque franchise représente une aire géographique.
| Nom             | Pays             | Ville           | Stade                    | Entraîneur      | Capitaine             |
| --------------- | ---------------- | --------------- | ------------------------ | --------------- | --------------------- |
| Jaguares        | Argentine        | Buenos Aires    | Stade José Amalfitani    | Gonzalo Quesada | Jerónimo de la Fuente |
| Blues           | Nouvelle-Zélande | Auckland        | Eden Park                | Leon MacDonald  | Patrick Tuipulotu     |
| Brumbies        | Australie        | Canberra        | Canberra Stadium         | Dan McKellar    | Christian Lealiifano  |
| Bulls           | Afrique du Sud   | Pretoria        | Loftus Versfeld          | Pote Human      | Lood de Jager         |
| Chiefs          | Nouvelle-Zélande | Hamilton        | Waikato Stadium          | Colin Cooper    | Sam Cane              |
| Crusaders       | Nouvelle-Zélande | Christchurch    | Rugby League Park        | Scott Robertson | Sam Whitelock         |
| Highlanders     | Nouvelle-Zélande | Dunedin         | Forsyth Barr Stadium     | Aaron Mauger    | Ben Smith             |
| Hurricanes      | Nouvelle-Zélande | Wellington      | Westpac Stadium          | John Plumtree   | Dane Coles            |
| Lions           | Afrique du Sud   | Johannesburg    | Ellis Park Stadium       | Swys de Bruin   | Warren Whiteley       |
| Rebels          | Australie        | Melbourne       | AAMI Park                | David Wessels   | Dane Haylett-Petty    |
| Waratahs        | Australie        | Sydney          | Sydney Football Stadium  | Daryl Gibson    | Michael Hooper        |
| Queensland Reds | Australie        | Brisbane        | Suncorp Stadium          | Brad Thorn      | Samu Kerevi           |
| Sharks          | Afrique du Sud   | Durban          | Kings Park Stadium       | Robert du Preez | Louis Schreuder       |
| Stormers        | Afrique du Sud   | Cape Town       | Newlands Stadium         | Robbie Fleck    | Siya Kolisi           |
| Sunwolves       | Japon            | Tokyo Singapour | Chichibunomiya Singapour | Tony Brown      | Michael Little        |

## La compétition

### Phase régulière

#### Classements de la phase régulière
| Rang | Franchise        | J  | V  | N | D  | Bo | Bd | Pm  | Pe  | Diff | Pts |
| ---- | ---------------- | -- | -- | - | -- | -- | -- | --- | --- | ---- | --- |
| 1    | Crusaders        | 16 | 11 | 3 | 2  | 8  | 0  | 497 | 257 | +240 | 58  |
| 2    | Jaguares         | 16 | 11 | 0 | 5  | 5  | 2  | 461 | 352 | +109 | 51  |
| 3    | Brumbies         | 16 | 10 | 0 | 6  | 5  | 3  | 430 | 366 | +64  | 48  |
| 4    | Hurricanes       | 16 | 12 | 1 | 3  | 3  | 0  | 449 | 362 | +87  | 53  |
| 5    | Bulls            | 16 | 8  | 2 | 6  | 3  | 2  | 410 | 369 | +41  | 41  |
| 6    | Sharks           | 16 | 7  | 1 | 8  | 3  | 4  | 343 | 335 | +8   | 37  |
| 7    | Chiefs           | 16 | 7  | 2 | 7  | 2  | 2  | 451 | 465 | -14  | 36  |
| 8    | Highlanders      | 16 | 6  | 3 | 7  | 2  | 4  | 441 | 392 | +49  | 36  |
| 9    | Lions            | 16 | 8  | 0 | 8  | 2  | 1  | 401 | 478 | -77  | 35  |
| 10   | Stormers         | 16 | 7  | 1 | 8  | 1  | 4  | 344 | 366 | -22  | 35  |
| 11   | Melbourne Rebels | 16 | 7  | 0 | 9  | 3  | 3  | 393 | 465 | -72  | 34  |
| 12   | Waratahs         | 16 | 6  | 0 | 10 | 0  | 6  | 367 | 415 | -48  | 30  |
| 13   | Blues            | 16 | 5  | 1 | 10 | 2  | 6  | 347 | 369 | -22  | 30  |
| 14   | Queensland Reds  | 16 | 6  | 0 | 10 | 1  | 3  | 385 | 438 | -53  | 28  |
| 15   | Sunwolves        | 16 | 2  | 0 | 14 | 0  | 4  | 294 | 584 | -290 | 12  |

| Rang | Franchise        | J  | V  | N | D  | Bo | Bd | Pm  | Pe  | Diff | Pts |
| ---- | ---------------- | -- | -- | - | -- | -- | -- | --- | --- | ---- | --- |
| 1    | Brumbies         | 16 | 10 | 0 | 6  | 5  | 3  | 430 | 366 | +64  | 48  |
| 2    | Melbourne Rebels | 16 | 7  | 0 | 9  | 3  | 3  | 393 | 465 | -72  | 34  |
| 3    | Waratahs         | 16 | 6  | 0 | 10 | 0  | 6  | 367 | 415 | -48  | 30  |
| 4    | Queensland Reds  | 16 | 6  | 0 | 10 | 1  | 3  | 385 | 438 | -53  | 28  |
| 5    | Sunwolves        | 16 | 2  | 0 | 14 | 0  | 4  | 294 | 584 | -290 | 12  |

| Rang | Franchise   | J  | V  | N | D  | Bo | Bd | Pm  | Pe  | Diff | Pts |
| ---- | ----------- | -- | -- | - | -- | -- | -- | --- | --- | ---- | --- |
| 1    | Crusaders   | 16 | 11 | 3 | 2  | 8  | 0  | 497 | 257 | +240 | 58  |
| 2    | Hurricanes  | 16 | 12 | 1 | 3  | 3  | 0  | 449 | 362 | +87  | 53  |
| 3    | Chiefs      | 16 | 7  | 2 | 7  | 2  | 2  | 451 | 465 | -14  | 36  |
| 4    | Highlanders | 16 | 6  | 3 | 7  | 2  | 4  | 441 | 392 | +49  | 36  |
| 5    | Blues       | 16 | 5  | 1 | 10 | 2  | 6  | 347 | 369 | -22  | 30  |

| Rang | Franchise | J  | V  | N | D | Bo | Bd | Pm  | Pe  | Diff | Pts |
| ---- | --------- | -- | -- | - | - | -- | -- | --- | --- | ---- | --- |
| 1    | Jaguares  | 16 | 11 | 0 | 5 | 5  | 2  | 461 | 352 | +109 | 51  |
| 2    | Bulls     | 16 | 8  | 2 | 6 | 3  | 2  | 410 | 369 | +41  | 41  |
| 3    | Sharks    | 16 | 7  | 1 | 8 | 3  | 4  | 343 | 335 | +8   | 37  |
| 4    | Lions     | 16 | 8  | 0 | 8 | 2  | 1  | 401 | 478 | -77  | 35  |
| 5    | Stormers  | 16 | 7  | 1 | 8 | 1  | 4  | 344 | 366 | -22  | 35  |

Attribution des points : victoire : 4, match nul : 2, défaite : 0 ; plus les bonus (offensif : 3 essais de plus que l'adversaire ; défensif : défaite par 7 points d'écart ou moins).

#### Résultats détaillés
Les points marqués par chaque équipe sont inscrits dans les colonnes centrales (3-4) alors que les essais marqués sont donnés dans les colonnes latérales (1-6). Les points de bonus sont symbolisés par une bordure bleue pour les bonus offensifs (trois essais de plus que l'adversaire), orange pour les bonus défensifs (défaite par moins de sept points d'écart), rouge si les deux bonus sont cumulés.

### Phase finale
|  | Quarts de finale | Quarts de finale |           |    | Demi-finales | Demi-finales |  |  | Finale | Finale |
|  | Quarts de finale | Quarts de finale |           |    | Demi-finales | Demi-finales |  |  | Finale | Finale |
|  |                  |                  |           |    |              |              |  |  |        |        |
|  |                  |                  |           |    |              |              |  |  |        |        |
|  |                  |                  |           |    |              |              |  |  |        |        |
|  | Crusaders        | 38               |           |    |              |              |  |  |        |        |
|  | Crusaders        | 38               |           |    |              |              |  |  |        |        |
|  | Highlanders      | 14               |           |    |              |              |  |  |        |        |
|  | Highlanders      | 14               | Crusaders | 30 |              |              |  |  |        |        |
|  |                  |                  | Crusaders | 30 |              |              |  |  |        |        |
|  |                  | Hurricanes       | 26        |    |              |              |  |  |        |        |
|  | Hurricanes       | Hurricanes       | 26        | 35 |              |              |  |  |        |        |
|  | Hurricanes       |                  |           | 35 |              |              |  |  |        |        |
|  | Bulls            | 28               |           |    |              |              |  |  |        |        |
|  | Bulls            | 28               | Crusaders | 19 |              |              |  |  |        |        |
|  |                  |                  | Crusaders | 19 |              |              |  |  |        |        |
|  |                  | Jaguares         | 3         |    |              |              |  |  |        |        |
|  | Brumbies         | Jaguares         | 3         | 38 |              |              |  |  |        |        |
|  | Brumbies         |                  |           | 38 |              |              |  |  |        |        |
|  | Sharks           | 13               |           |    |              |              |  |  |        |        |
|  | Sharks           | 13               | Jaguares  | 39 |              |              |  |  |        |        |
|  |                  |                  | Jaguares  | 39 |              |              |  |  |        |        |
|  |                  | Brumbies         | 7         |    |              |              |  |  |        |        |
|  | Jaguares         | Brumbies         | 7         | 21 |              |              |  |  |        |        |
|  | Jaguares         |                  |           | 21 |              |              |  |  |        |        |
|  | Chiefs           | 16               |           |    |              |              |  |  |        |        |
|  | Chiefs           | 16               |           |    |              |              |  |  |        |        |

#### Quarts de finale
| 21 juin 2019 | Crusaders | 38 - 14 (17 - 14) | Highlanders | Rugby League Park, Christchurch Arbitre : Jaco Peyper |
| 21 juin 2019 | Essai(s) : Havili (21e), Mo'unga 2 (27e, 68e), Douglas (47e), Alaalatoa (54e) Transformation(s) : Mo'unga 5 (22e, 28e, 48e, 56e, 70e) Pénalité(s) : Mo'unga (2e) |                   | Essai(s) : Tomkinson (16e), Walden (35e) · Transformation(s) : Ioane 2 (17e, 36e) · Carton(s) jaune(s) : Squire 45e à 55e · | Rugby League Park, Christchurch Arbitre : Jaco Peyper |
| 21 juin 2019 | |                   | | Rugby League Park, Christchurch Arbitre : Jaco Peyper |

| 22 juin 2019 | Jaguares | 21 - 16 (8-10) | Chiefs                                                                                            | Stade José-Amalfitani, Buenos Aires Arbitre : Glen Jackson |
| 22 juin 2019 | Essai(s) : Matera (1re), Moroni (52e) Transformation(s) : Bonilla (53e) Pénalité(s) : Bonilla 3 (22e, 55e,60e) |                | Essai(s) : Boshier (27e) Transformation(s) : Debreczeni (28e) Pénalité(s) : Debreczeni (36e, 44e) | Stade José-Amalfitani, Buenos Aires Arbitre : Glen Jackson |
| 22 juin 2019 | |                |                                                                                                   | Stade José-Amalfitani, Buenos Aires Arbitre : Glen Jackson |

| 22 juin 2019 | Brumbies | 38 - 13 (24-6) | Sharks                                                                                       | Canberra Stadium, Canberra Arbitre : Mike Fraser |
| 22 juin 2019 | Essai(s) : Samu 2 (1re, 24e), Speight (10e), Powell (72e), Lucas (79e) Transformation(s) : Lealiifano 5 (3e, 12e, 26e, 74e, 80e) Pénalité(s) : Lealiifano (21e) |                | Essai(s) : Esterhuizen (57e) Transformation(s) : Bosch (58e) Pénalité(s) : Bosch 2 (9e, 16e) | Canberra Stadium, Canberra Arbitre : Mike Fraser |
| 22 juin 2019 | |                |                                                                                              | Canberra Stadium, Canberra Arbitre : Mike Fraser |

| 22 juin 2019 | Hurricanes | 35 - 28 (24-14) | Bulls                                                                                         | Westpac Stadium, Wellington Arbitre : Nic Berry |
| 22 juin 2019 | Essai(s) : Perenara (17e), Lam (23e), Rayasi 2 (27e, 44e) · Transformation(s) : B. Barrett 3 (19e, 24e, 29e) · Pénalité(s) : B. Barrett (11e), J. Barrett 2 (56e, 65e) · Carton(s) jaune(s) : Rayasi 52e à 62e · |                 | Essai(s) : Gelant (13e), Hendricks 2 (34e, 58e) Transformation(s) : Pollard 3 (14e, 35e, 60e) | Westpac Stadium, Wellington Arbitre : Nic Berry |
| 22 juin 2019 | |                 |                                                                                               | Westpac Stadium, Wellington Arbitre : Nic Berry |

#### Demi-finales
| 29 juin 2019 | Jaguares | 39 - 7 (20 - 7) | Brumbies                                                       | Stade José-Amalfitani, Buenos Aires Arbitre : Mike Fraser |
| 29 juin 2019 | Essai(s) : Cubelli (4e), Lavanini (19e), Orlando 2 (49e, 63e), Boffelli (78e) Transformation(s) : Bonilla 4 (5e, 20e, 50e, 64e) Pénalité(s) : Bonilla 2 (8e, 14e) |                 | Essai(s) : Fainga'a (40e) Transformation(s) : Lealiifano (40e) | Stade José-Amalfitani, Buenos Aires Arbitre : Mike Fraser |
| 29 juin 2019 | |                 |                                                                | Stade José-Amalfitani, Buenos Aires Arbitre : Mike Fraser |

| 29 juin 2019 | Crusaders | 30 - 26 (13 - 7) | Hurricanes                                                                                                  | Rugby League Park, Christchurch Arbitre : Nic Berry |
| 29 juin 2019 | Essai(s) : Reece 2 (13e, 58e), Mo'unga (44e) Transformation(s) : Mo'unga 3 (15e, 45e, 60e) Pénalité(s) : Mo'unga 3 (3e, 34e, 73e) |                  | Essai(s) : Laumape 2 (40e, 51e), Lam (41e), Perenara (61e) Transformation(s) : B. Barrett 3 (40e, 51e, 63e) | Rugby League Park, Christchurch Arbitre : Nic Berry |
| 29 juin 2019 | |                  | | Rugby League Park, Christchurch Arbitre : Nic Berry |

#### Finale
(mt : 10 - 3)
Points marqués
- Crusaders :  1 essai de Taylor (25e), 1 transformation de Mo'unga (26e), 4 pénalités de Mo'unga (40e, 54e, 59e, 75e).
- Jaguares : 1 pénalité de Díaz Bonilla (16e).

Évolution du score : 0-3, 5-3, 7-3, 10-3, 13-3, 16-3, 19-3.
Arbitre :  Jaco Peyper
Résumé
| Crusaders Titulaires David Havili 15 Sevu Reece 14 Braydon Ennor 13 Jack Goodhue 12 George Bridge 11 Richie Mo'unga 10 Bryn Hall 9 Kieran Read 8 Matt Todd 7 Whetu Douglas 6 Sam Whitelock (cap.) 5 Mitchell Dunshea 4 Owen Franks 3 Codie Taylor 2 Joe Moody 1 Remplaçants 16 Andrew Makalio 17 George Bower 18 Michael Alaalatoa 19 Luke Romano 20 Jordan Taufua 21 Mitchell Drummond 22 Mitchell Hunt 23 Will Jordan Entraîneur Scott Robertson |  |  |  | Jaguares Titulaires 15 Emiliano Boffelli 14 Matías Moroni 13 Matías Orlando 12 (cap.) Jerónimo de la Fuente 11 Ramiro Moyano 10 Joaquín Díaz Bonilla 9 Tomás Cubelli 8 Javier Ortega Desio 7 Marcos Kremer 6 Pablo Matera 5 Tomás Lavanini 4 Guido Petti 3 Santiago Medrano 2 Agustín Creevy 1 Nahuel Tetaz Chaparro Remplaçants Julián Montoya 16 Mayco Vivas 17 Enrique Pieretto 18 Juan Manuel Leguizamón 19 Tomás Lezana 20 Felipe Ezcurra 21 Domingo Miotti 22 Sebastián Cancelliere 23 Entraîneur Gonzalo Quesada |

## Statistiques
Les statistiques incluent la phase finale.

### Meilleurs réalisateurs
| Rang | Joueur               | Club        | Points |
| ---- | -------------------- | ----------- | ------ |
| 1    | Handre Pollard       | Bulls       | 194    |
| 2    | Richie Mo'unga       | Crusaders   | 182    |
| 3    | Bryce Hegarty        | Reds        | 156    |
| 4    | Bernard Foley        | Waratahs    | 137    |
| 5    | Elton Jantjies       | Lions       | 124    |
| 6    | Joaquin Diaz Bonilla | Jaguares    | 119    |
| 7    | Beauden Barrett      | Hurricanes  | 118    |
| 8    | Quade Cooper         | Rebels      | 116    |
| 9    | Josh Ioane           | Highlanders | 114    |
| 10   | Christian Lealiifano | Brumbies    | 113    |

### Meilleurs marqueurs
| Rang | Joueur          | Club       | Essais |
| ---- | --------------- | ---------- | ------ |
| 1    | Sevu Reece      | Crusaders  | 15     |
| 2    | Ngani Laumape   | Hurricanes | 13     |
| 3    | Folau Fainga'a  | Brumbies   | 12     |
| 4    | Semisi Masirewa | Sunwolves  | 11     |
| 5    | Jack Maddocks   | Rebels     | 10     |
| 5    | Braydon Ennor   | Crusaders  | 10     |
| 7    | Rieko Ioane     | Blues      | 9      |
| 7    | Ben Lam         | Hurricanes | 9      |
| 9    | Will Jordan     | Crusaders  | 8      |
| 9    | / Wes Goosen    | Hurricanes | 8      |